# Enrique Maciel

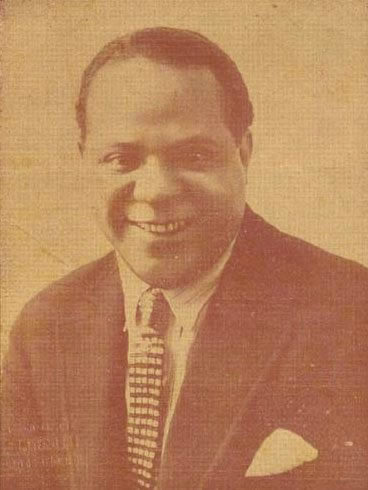
Enrique Maciel

Enrique Maciel (Buenos Aires, 13 de julho de 1897 -  24 de janeiro de 1962) foi um versátil compositor, letrista e tocador de harmônio, piano, bandoneón e violão, sendo este último o instrumento que o identificou permanentemente na memória dos ouvintes de tango.

## Vida e obra
Nascido em uma família afro-argentina (provavelmente descendente de escravos do Oeste da África) em Buenos Aires, em 1897, Maciel teve suas primeiras aulas de música em uma escola paroquial local e sua primeira performance profissional foi em 1915. Seu primeiro tango, "Presentación", permanece não publicado. Ele se juntou a pequenos grupos tocando em pequenas casas noturnas e bailes, fazendo excursões pelas províncias. Dentre os seus colegas, ela era mais chegado ao bandoneonista Ángel Danesi.
Em 1920, em Bragado (Buenos Aires), ele conheceu o poeta Enrique Maroni e imediatamente lançou sua colaboração, o tango "La tipa", levando à gravação de Rosita Quiroga três anos mais tarde. Um ano depois, Maciel arrumou um contrato como violonista com a RCA-Victor, onde ele acompanhou a dupla chilena Glos-Balmaceda. Lá, ele conheceu José María Aguilar, com quem ele fez gravações em uma dupla de violão, acompanhado de outros artistas da RCA. A habilidade de Maciel como pianista o permitiu triplicar o seu outrora modesto salário. Seu primeiro novo tango sob esse arranjo foi "Duelo" - interpretado por Osvaldo Fresedo e Rosita Quiroga (no harmônio).
Em 1925, o pianista Carlos Geroni Flores apresentou Ignacio Corsini a Maciel, que foi incorporado em seu popular grupo como violonista e pianista. As performances de Corsini ao lado de Maciel continuaram até 1943 e seus companheiros incluíam José Aguilar no violão e Rosendo Weight; Aguilar deixou o conjunto em 1928 e se juntou a Armando Pagés.
O grupo se tornou popular na rádio argentina, particularmente na Rádio Buenos Aires. Pouco a pouco o espaçamento entre suas apresentações foi aumentando e o conjunto se desfez nos anos 1950. Maciel acabou se aposentando e veio a falecer em 1962.